# کوزیوو
کوزیوو (به لاتین: Kuzeyevo) یک منطقهٔ مسکونی در روسیه است که در باشقیرستان واقع شده‌است.